# Marionina appendiculata
Marionina appendiculata är en ringmaskart som beskrevs av Nielsen och Christensen 1959. Marionina appendiculata ingår i släktet Marionina och familjen småringmaskar. Arten har ej påträffats i Sverige. Inga underarter finns listade i Catalogue of Life.